# 에드워드 M. 케네디 주니어
에드워드 무어 케네디 주니어(영어: Edward M. Kennedy Jr., 1961년 9월 26일 ~ )는 미국의 변호사이자 정치인이다. 그는 뉴욕에 본사를 둔 회사인 Epstein Becker & Green의 파트너이며, 이전에 2015년부터 2019년까지 코네티컷 주 상원의 12번째 주 상원 지역구를 대표했다. 그는 매사추세츠 출신의 상원 의원 에드워드 M. 케네디의 아들이자 존 F. 케네디 대통령과 로버트 F. 케네디 상원의원의 조카이다.

## 같이 보기
- 케네디가